# Завод діоксиду титану в Берні
Завод діоксиду титану в Берні — колишній виробничий майданчик, що діяв на півночі острова Тасманія у Гейбріджі (один з районів міста Берні).
Проєкт започаткувала створена в 1937 році компанія Australian Titan Products Pty Ltd (з 1972-го стала Tioxide Australia Pty Ltd). Його реалізацію відтермінувала Друга світова війна, так що лише в 1945-му вдалось узятись за будівельні роботи. У підсумку завод почав роботу в 1948-му з річною потужністю 1800 тонн діоксиду титану на рік. Завод використовував технологію, що передбачала розкриття титанового концентрату сульфатною кислотою.
Вибір майданчика пояснювався доступом до дешевої електроенергії тасманійських ГЕС, гарним водозабезпеченням та наближенням до виробництва сульфатної кислоти у Гобарті. Розташування на узбережжі також дозволяло скидати у море відходи, що переважно складались з сульфату заліза (на той час це було звичайною світовою практикою). Титановий концентрат доправляли з копалень Західної Австралії.
З плином часу потужність майданчика багаторазово зросла і в 1988-му після чергового розширення досягнула 42 тисяч тонн діоксиду титану на рік, при цьому такі обсяги потребували 140 тисяч тонн сульфатної кислоти. З 1970-го потреби в останній міг забезпечувати запущений в Берні завод сульфатної кислоти, проте вже у 1979 році він закрився. Після цього відновили поставки з Гобарту, для чого модернізували з наданням функцій хімічного танкера судно «Zincmaster», що могло доправляти близько 70 тисяч тонн на рік, тоді як різницю транспортували залізницею (відомо, що з 1979 по 1996 в цистернах перевезли близько 1 млн тонн кислоти).
У 1996-му через незадовільну економіку завод закрили, а вже у 1997-му почався демонтаж його споруд. Всього за час існування майданчика тут випустили 983 тисячі тонн діоксиду титану.